# Joseph Carolei
Joseph Carolei est un producteur et réalisateur américain.

## Filmographie
Comme producteur
- 2003 : Karaoke Dreams (série télévisée)
- 2003 : Beverly Hills Vet (série télévisée)
- 2004 : 13 Nights of Fright with Neil Gaiman (TV)
- 2004 : Nuts for Mutts (TV)
- 2005 : AKC National Agility Championship (TV)
- 2005 : Crufts Dog Show
- 2005 : Travel Memories: Are We There Yet? (TV)
- 2005 : AKC/Eukanuba National Championship 2005 (TV)
- 2005 : Seeing Stars (série télévisée)
- 2005 : Live from Army/Navy (TV)
- 2006 : AKC/Eukanuba National Championship 2006 (TV)
- 2006 : Sand Blasters: The Extreme Sand Sculpting Championship (série télévisée)

Comme réalisateur
- 1991 : The Making of 'Beauty and the Beast' (TV)
- 1997 : Peer Pressure (série télévisée)
- 2004 : 13 Nights of Fright with Neil Gaiman (TV)
- 2004 : Nuts for Mutts (TV)
- 2005 : Crufts Dog Show
- 2005 : AKC/Eukanuba National Championship 2005 (TV)
- 2005 : Seeing Stars (série télévisée)
- 2005 : Live from Army/Navy (TV)
- 2006 : AKC/Eukanuba National Championship 2006 (TV)
- 2006 : Sand Blasters: The Extreme Sand Sculpting Championship (série télévisée)